# Albina Shishova
Albina Shishova (Zaporiyia, Ucrania, 16 de octubre de 1966) es una gimnasta artística soviética que consiguió ser campeona mundial en 1983 en el concurso por equipos.

## 1983
En el Mundial de Budapest 1983 gana el oro en el concurso por equipos, por delante de Rumania y Alemania del Este, siendo sus compañeras Natalia Yurchenko, Olga Bicherova, Olga Mostepanova, Natalia Ilienko y Tatiana Frolova.